# Antonio Flores
Antonio Flores, teljes nevén Antonio Flores Rodríguez (1923. július 13. – 2001. május 16.) mexikói válogatott labdarúgó, középpályás.

## Karrierje
Teljes pályafutását egy csapatban, a Club Atlasban töltötte. A mexikói válogatottal részt vett az 1950-es világbajnokságon is.

## Külső hivatkozások
- Antonio Flores – a FIFA adatbázisában